# John Mulagada
John Mulagada, né le 12 décembre 1937 à Marriveedu et mort le 16 août 2009 à Eluru, est un évêque catholique indien, évêque d'Eluru (it) de 1976 à 2009, le premier dalit à devenir évêque en Inde.

## Biographie
Né en 1937, il étudie au séminaire Saint-Jean d'Hyderabad et est ordonné prêtre en 1965.

### Évêque
Le pape Paul VI l'a nommé premier évêque du nouveau diocèse d'Eluru (it) le 9 décembre 1976. Il a été ordonné évêque par Duraisamy Simon Lourdusamy, secrétaire de la Congrégation pour l'évangélisation des peuples, le 5 mai 1977 ; les co-consécrateurs étaient Saminini Arulappa (en), archevêque d'Hyderabad, et Ignatius Gopu (de), MSFS, évêque de Visakhapatnam.
En 1984, il a donné l'approbation diocésaine au père Jose Kaimlett pour fonder la société de vie apostolique des Hérauts de la Bonne Nouvelle.
Il a été le premier évêque de l'Église catholique romaine à appartenir à la caste des dalits (Intouchables). Il était particulièrement engagé en faveur de la justice sociale et de l'accès à l'éducation pour la caste des Intouchables. Il a été décrit comme le premier évêque télougou.
John Mulagada est décédé alors qu'il exerçait encore ses fonctions, après une brève maladie, en 2009.